# بی‌پایان
بی‌پایان یا اوِرلانگ (به انگلیسی: Everlong) نام دومین تک‌آهنگ آلبوم رنگ و رخ از گروه سبک راک آمریکایی، فو فایترز است که در سال ۱۹۹۷ منتشر شد. این آهنگ در فیلم سال ۲۰۱۳ به نام گرگ وال استریت به کارگردانی مارتین اسکورسیزی هم استفاده شده‌است. این ترانه در مواجهه با جدایی ازدواج اول دیو گرول با عکاسی به نام جنیفر یانگبلود نوشته شده‌است. گرول که برای کریسمس ۱۹۹۶ به خانه‌اش در ویرجینیا بازگشته بود، ریف ابتدایی و ناکامل آهنگ را تکمیل و آن را به یک ترانه کامل تبدیل کرد و اشعار آن را در مورد زنی که به تازگی عاشقش شده بود نوشت: «ترانه در مورد زنی است که که عاشقش بودم و اساساً در مورد زیاد ارتباط داشتن با آدم‌هایی هست که نه فقط به‌طور مادی و معنوی دوستشون دارید، بلکه وقتی با اون‌ها آواز می‌خونید، هماهنگ و هم‌صدا هستید»

## نماهنگ
نماهنگ این ترانه نامزد دریافت جایزه بهترین ویدئوی راک MTV در سال ۱۹۹۸ شد. این ویدئوی سورئال و طنزآمیز توسط میشل گندری کارگردانی شده‌است. طول این ویدئو از طول آهنگ اصلی بیشتر است. هرچند که در این ویدئو تیلور هاوکینز در نقش درامر ظاهر می‌شود، اما در اصل دیو گرول درام آهنگ را نواخته‌است و هاوکینز در ان موقع هنوز وارد گروه نشده‌بود. این ویدئو به صورت جزئی، یک نقیضه از فیلم مرده شرور است.

## دیگر نسخه‌ها
یک نسخه زنده از این ترانه در آلبوم اجرای زنده در ایتادیوم ویمبلی قرار داشت که در سال ۱۹۹۸ منتشر شد. در سریال فرندز هم وقتی که دو کاراکتر شاندلر و مونیکا با هم ازدواج می‌کنند، گروه موسیقی عروسی ترانه اورلانگ را می‌نوازد.